# Vulcan (hành tinh giả thuyết)

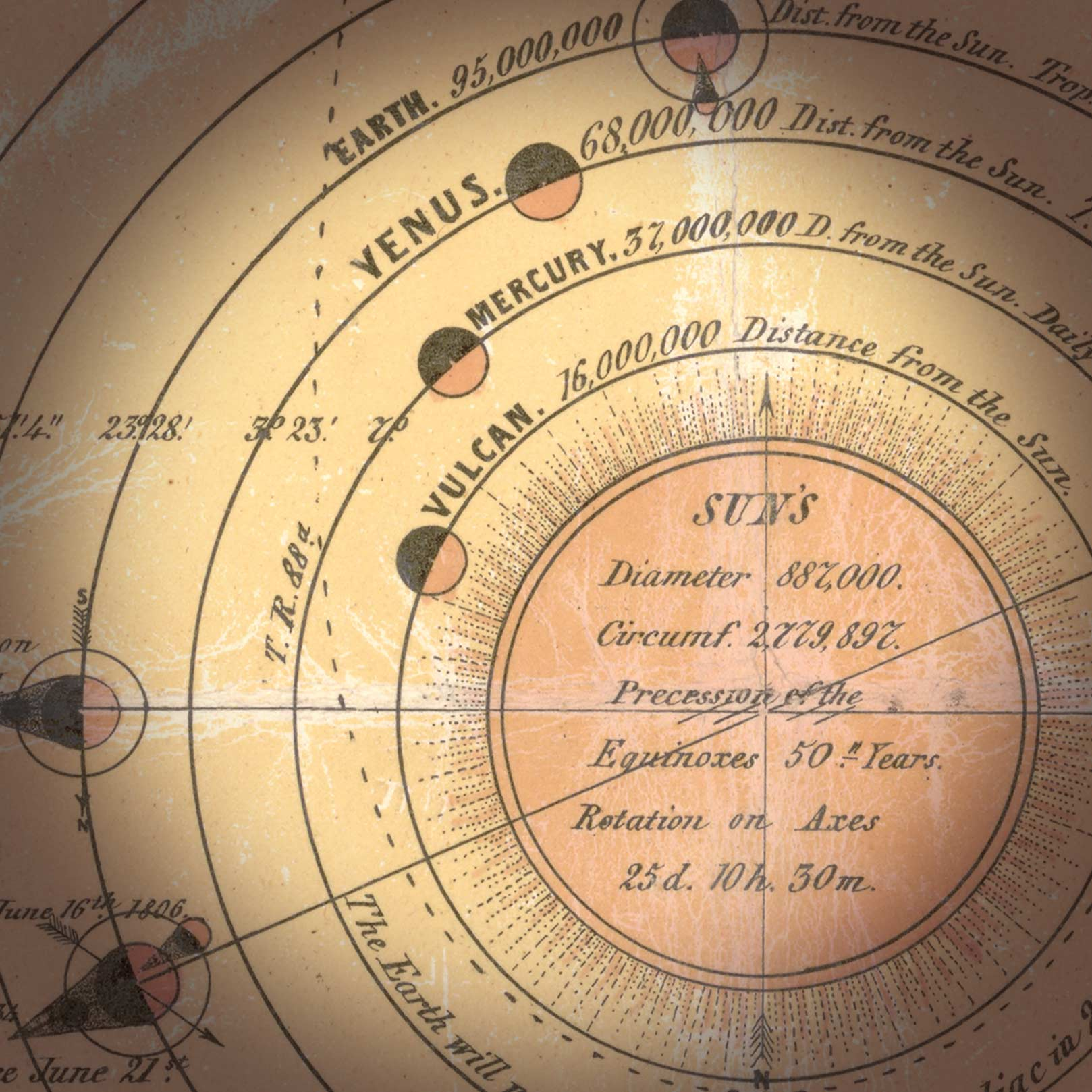
Vulcan xuất hiện trong một bản đồ in thạch bản vào năm 1846.

Vulcan là một hành tinh giả thuyết được đề xuất tồn tại nằm ở giữa Mặt Trời và Sao Thủy. Sự có mặt của hành tinh này nhằm giải thích những đặc thù khó hiểu của quỹ đạo của Sao Thủy, nhà toán học Urbain Le Verrier người Pháp đã đưa ra giả thuyết về hành tinh này vào thế kỷ 19 và ông đặt tên cho nó là Vulcan.
Một số lượng lớn các nhà điều tra có uy tín đã tham gia vào công cuộc tìm kiếm Vulcan, nhưng không có hành tinh nào như vậy được tìm thấy, và sau này những đặc điểm khác thường của Sao Thủy đã được giải thích rõ ràng bởi thuyết tương đối tổng quát của Albert Einstein. Những dữ liệu được tìm kiếm bởi hai tàu vũ trụ STEREO của NASA cũng không tìm thấy bất cứ bằng chứng nào cho thấy sự tồn tại của Vulcan hay vành đai vulcanoid (vành đai những tiểu hành tinh giả thuyết ở quỹ đạo giữa Sao Thủy và Mặt Trời).
Trong thực tế có những vulcanoid với đường kính lớn hơn 5,7 km. Khác với Sao Thủy, tiểu hành tinh 2007 EB26 có quỹ đạo với bán trục lớn là 0,55 AU (82 triệu km) là thiên thể nhỏ nhất thuộc loại này có bán trục lớn đã biết chuyển động quanh Mặt Trời.